# Barbara Grochulska
Barbara Grochulska, z d. Szemplińska (ur. 13 października 1924 w Worowicach k. Płocka, zm. 30 kwietnia 2017) – polska historyk, profesor Uniwersytetu Warszawskiego, żołnierz Armii Krajowej i uczestniczka powstania warszawskiego.

## Życiorys
W 1944 zdała tajną maturę w Liceum im. H. Gepnerówny w Warszawie. W 1952 ukończyła studia historyczne na Uniwersytecie Warszawskim. Uzyskała stopień doktora (1963, promotor prof. Stefan Kieniewicz) i doktora habilitowanego (1976) na Uniwersytecie Warszawskim. 20 sierpnia 1980 roku podpisał apel 64 uczonych, pisarzy i publicystów do władz komunistycznych o podjęcie dialogu ze strajkującymi robotnikami. W 1990 została profesorem nadzwyczajnym. Od 1992 na emeryturze. Badaczka dziejów Księstwa Warszawskiego, przewodnicząca jury „Nagrody im. prof. Jerzego Skowronka” i członek jury „Nagrody Naukowej KLIO”.

## Uczniowie
Do grona jej uczniów należą: Martyna Deszczyńska, Maciej Mycielski, Magdalena Ślusarska, Piotr Ugniewski.

## Publikacje
- Warszawa na mapie Polski stanisławowskiej, Warszawa 1980;
- Drugi rozbiór Polski. Z pamiętników Sieversa, oprac. B. Grochulska i P. Ugniewski, Warszawa 1992;
- Handel zagraniczny Księstwa Warszawskiego. Z badań nad strukturą gospodarczą, Warszawa 1967;
- Księstwo Warszawskie, Warszawa 1966, (2 wyd. 1990);
- Małe państwo wielkich nadziei, Warszawa 1987;

## Odznaczenia
- Warszawski Krzyż Powstańczy (1985)[1]
- Brązowy Krzyż Zasługi (2007)[1]